# Quadrangle d'Ovda Regio
Le quadrangle d'Ovda Regio (littéralement :  quadrangle de la région d'Ovda), aussi identifié par le code USGS V-35, est une région cartographique en quadrangle sur Vénus. Elle est définie par des latitudes comprises entre 0° et 25° S et des longitudes comprises entre 90° et 120° E,. Il tire son nom de la région d'Ovda.